# Pilav
Pilav (makedonska: Пилав) är ett berg i Nordmakedonien.   Det ligger i kommunen Štip, i den centrala delen av landet, 80 kilometer sydost om huvudstaden Skopje. Toppen på Pilav är 544 meter över havet.